# Ga'Hoole: la leyenda de los guardianes
Ga'Hoole: La Leyenda de los Guardianes (en inglés Legend Of The Guardians: The Owls of Ga'hoole) es una película de animación basada en la serie de libros "Los Guardianes de Ga'Hoole" escritos por Kathryn Lasky: La Captura, El Viaje y el Rescate. Fue estrenada en cines el 24 de septiembre de 2010. 
Zack Snyder dirigió la película, siendo este su debut en una película de animación. Zareh Nalbandian fue la productora. John Orloff y Emil Stern escribieron el guion, contando con las voces e interpretaciones de captura de Jim Sturgess, Geoffrey Rush, Emily Barclay, Helen Mirren, Ryan Kwanten, Anthony LaPaglia, y David Wenham y la música fue compuesta por David Hirschfelder y Adam Young de Owl City. Fue distribuida por Warner Bros. Pictures. La película recibió críticas mixtas y recaudó 140 millones de dólares con un presupuesto de 80 millones de dólares. 
La película fue lanzada a la venta en DVD y en Blu-ray el 10 de febrero de 2011.

## Argumento
Soren (Jim Sturgess) es un joven, aventurero Tyto alba quien le encanta escuchar las historias de su padre, Noctus (Hugo Weaving) sobre la leyenda de "Los guardianes de Ga'Hoole", una legendaria alianza de búhos dedicados a hacer buenas obras para el reino de estos. Su hermana menor Eglantine (Adrienne DeFaria) está fascinada por esas historias, pero su hermano mayor, Kludd (Ryan Kwanten), está celoso de la atención que Soren recibe. Una noche, mientras ramificaban, Soren y Kludd accidentalmente caen de su árbol. Ellos son atacados por un demonio de Tasmania y luego capturados por dos búhos que trabajan para el malvado Metalbeak -Pico de Metal- (Joel Edgerton) y su pareja Nyra (Helen Mirren). Todavía agarrados en las garras de los búhos, pronto encontraron un enorme grupo de trabajadores de Metalbeak, con otros mochuelos jóvenes en sus garras; Soren conoce al Mochuelo Duende Gylfie (Emily Barclay) quien vivía en el desierto. Ellos son llevados a la Academia San Aegolius para Lechuzas Huérfanas, y Nyra llega y hace un discurso a los búhos secuestrados, explicando que sus familias los han abandonado y que Metalbeak de "los Puros" es su nueva familia. Metalbeak cree que los Tytos son puros y fuertes, y merecen reinar. Estos búhos son incentivados para mostrar la fuerza y la crueldad, y como tal deben ser entrenados como soldados, mientras que el resto serán "recolectores", donde se debe buscar en egagrópila unos metales llamados pepitas. Soren y Gylfie se oponen, Nyra al ver que Soren protege a Gylfie ella le dice que no se rebaje al estar con Gylfie, ya que él es un Tyto; al ver que se niega, Soren es enviado a ser recolector, Soren grita desesperado buscando a su hermano Kludd, Nyra le pregunta si es su hermano, Kludd no contesta y niega a su hermano, que complace a Nyra y se va con los Tytos.
Los recolectores los hacen dormir al resplandor de la luna llena, mientras repiten sus nombres. Gylfie explica a Soren que están siendo "ofuscados por la luna" y afirma que induce a una especie de estado hipnótico. Soren y Gylfie se ayudan a mantener al otro despierto toda la noche para evitar ese destino. Como se predijo, los búhos ofuscados eran dóciles y parecían zombis a la mañana siguiente; Soren y Gylfie trataron de imitar a las aves ofuscadas, pero Grimble se da cuenta de su extraño comportamiento. Los recolectores los llevan hasta el granulórium, donde su labor consistía en tomar distintas Egagrópila en busca de pepitas, que (en masa) genera un fuerte campo magnético que inflige dolor a los búhos y por lo tanto usan a los murciélagos (que son inmunes al efecto).
Soren y Gylfie hacen planes para escapar, pero su planificación es interrumpida por Grimble y se marchan a su biblioteca. Grimble revela que su familia fue tomada como rehenes para su buena conducta, y él ha estado esperando a mochuelos lo suficientemente inteligentes como para evitar la ofuscación de la luna; quiere enseñarles a volar y los envían a advertir a los Guardianes de Ga'Hoole de los planes de Metalbeak.
Mientras tanto, Kludd y otros Tytos diferentes están siendo entrenados por Nyra. Con el éxito de Kludd en un ejercicio de la caza aérea, Nyra sugiere que trate de convencer a Soren para unirse a los Puros. Nyra y Kludd atrapan a Grimble en medio de una lección de vuelo, obligando a Grimble a luchar contra los Puros para ganar tiempo para que Soren y Gylfie escapen. Soren le pide a Kludd venir con ellos, pero se niega. Mientras que los Puros matan a Grimble, Soren y Gylfie se ven obligados a saltar sobre el borde del acantilado, y escapar a través de una pequeña grieta entre dos bordes gigantes.
Perdidos, cansados y con heridas leves, los dos búhos conocen a un peculiar Mochuelo excavador Digger -Cavador- (David Wenham), y al Cárabo lapón Twilight -Crepúsculo- (Anthony LaPaglia), quien se considera un poeta. Ellos se reunieron inesperadamente con la señora Plithiver (Miriam Margolyes), la nodriza de Soren, que Twilight había capturado como cena. Después de escuchar la historia de Soren, están de acuerdo de guiarlo hacia el Mar de Hoolemere, en donde se encuentra la isla del Gran Árbol Ga'Hoole.
Kludd, bajo las órdenes de Nyra, lleva a Eglantine a San Aeogolius. Ellos son testigos del discurso de Metalbeak a un grupo grande de Puros con ojos rojos. Cuando Eglantine demuestra resistencia a los halagos de Kludd, la obliga a dormir bajo la mirada de la luna llena, la cual parpadea en ella.
Soren y la banda son acosados por cuervos en el camino hacia el mar, y casi pierden el laúd de Twilight, en la que la señora Plithiver está montada. La batalla los lleva a la orilla del Mar de Hoolemere y la casa de un Equidna (Barry Otto) místico; los cuervos deliberadamente los llevaron a la reunión para que el Equidna pudiera dar sus puntos de referencia para el Gran Árbol. A lo lejos sobre el océano, el grupo se encuentra con un huracán feroz, y su fuerza cayó. Como Digger cae hacia el mar, es rescatado por un par de enormes Búho Nival con cascos blindados (específicamente Boron, el rey de Hoole, y su esposa, la reina Barran), ambos Guardianes de Ga'Hoole. Llevan a la banda a través de la tormenta y al Gran Árbol.
Ellos y los oficiales de alto rango de Ga'Hoole escuchar el relato de Soren en el consejo. El líder del escuadrón de búsqueda y rescate, Allomere (Sam Neill), expresa sus dudas sobre la historia de Soren, pero con cicatrices de batalla Ezylryb lo defiende y Boron con el tiempo se compromete a enviar un grupo de exploradores a San Aegolious.
Soren y Gylfie comienzan su entrenamiento. Ezylryb los lleva a aprender "volar realmente", con una tormenta de gran alcance para enseñar a las lechuzas jóvenes cómo utilizar las corrientes de viento a su favor. Soren se hace experto brevemente en la técnica de volar por instinto, a pesar de que pierde el control cuando comienza a tratar de pensar en lo que estaba haciendo. Después de la lección, Ezylryb lleva a Soren a su hueco para discutir la lección. Una vez allí, Soren descubre que Ezylryb es en realidad el legendario guerrero Lyze de Kiel, la historia de que Lyze derrotó a Metalbeak había sido una de las favoritas de Soren.
Cuando Allomere y sus soldados llegan al campamento de Metalbeak, son emboscados por los Puros y la energía de las pepitas es utilizada en contra de ellos. Allomere apenas escapa, llevando a dos búhos ofuscados, uno de los cuales era Eglantine. Con esta prueba, los guardianes hacen la guerra contra los Puros. Soren en mala gana se queda para cuidar a Eglantine, y se emociona cuando finalmente despierta. Sin embargo, ella le dice a Soren que Kludd la dio a Allomere para traerla de vuelta, lo que sugiere que Metalbeak, Nyra, y Kludd planean tenderles una emboscada. Soren y la banda vuelan para advertir a los Guardianes de la trampa y la traición de Allomere.
Cuando los Guardianes llegan a San Aegolious, se sienten atraídos a una trampa; Allomere retrocede en el último momento y los Puros liberan el poder de las pepitas en contra de los Guardianes, dejando a los búhos irremediablemente debilitados en el suelo. Soren y la banda llegan minutos tarde, al igual que Metalbeak y Nyra envían murciélagos para acabar con los Guardianes discapacitados. Soren idea un plan precipitado y envía a Twilight, Digger y Gylfie para contener a los murciélagos. Soren encuentra una tetera de metal llena de una sustancia parecida al alquitrán y se sumerge en el fuego de un incendio en un bosque con el fin de encenderlo (Se escucha la canción "Host of Seraphim" del grupo Dead Can Dance). Mientras tanto, Allomere revela que traicionó a los Guardianes con la promesa de Metalbeak de convertirlo en el nuevo rey del árbol, pero Metalbeak lo traiciona y le ordena a varios murciélagos matarlo, diciendo "Lo siento Allomere ¡Pero solo hay espacio para un rey!".
Soren se sumerge en el campo magnético de las pepitas para dejar caer la olla en llamas sobre el mecanismo que sostiene abiertas las tapas sobre las pepitas; el fuego quema a través de las cuerdas y las tapas caen de golpe, liberando a los Guardianes. Con su plan interrumpido, Metalbeak manda a Los Puros a la batalla. Ezylryb y Metalbeak se ponen en guardia, así como Soren y Kludd. Kludd ataca con su ala superior a Soren, finalmente precipitándose ambos al incendio forestal, pero Kludd se rompe su ala en una rama. Colgando sobre las llamas, Soren trata de salvarlo, pero a medida que trata de sacarlo subiendo su pierna, Kludd intenta lanzar a Soren en el fuego. Al intentarlo, se rompe la rama que sostiene a Kludd, y cae en su lugar. Al acabar el duelo con su hermano, Soren ve a Metalbeak y Nyra atacar a Ezylryb. Él se enoja y va volando con una rama en llamas para atacarlos. Llega justo a tiempo para salvar la vida de Ezylryb y atacar a Metalbeak con la rama ardiente. El veterano señor de la guerra domina fácilmente a Soren, pero se confía demasiado y Soren finalmente logra empalarle con la rama con fuego contra Metalbeak cuando este iba a embestirlo, causándole la muerte. Nyra sobresaltada ordena al resto de los Puros que se retiren.
Ellos vuelven al Gran Árbol con todos los búhos y Soren es abrazado por Eglantine y sus padres. Soren, Gylfie, Twilight y Digger se convierten en guardianes de Ga'Hoole. En el epílogo, Soren revela que el cuerpo de Kludd nunca fue encontrado y Nyra sigue escondida con el resto de los Puros, haciendo alusión a una secuela. También, se muestra a Kludd que mira el cuerpo de Metalbeak y su máscara, ahora con ojos rojos. La película termina con Ezylryb y la banda que van a volar a otra tormenta.

## Reparto
- Jim Sturgess como Soren (Lechuza común), protagonista principal. Es una lechuza que sueña con convertirse en un Guardián.
- Ryan Kwanten como Kludd (Lechuza común), antagonista secundario. Hermano de Soren que se convirtió en un puro por Nyra.
- Lupita Castillo como Eglantine (Lechuza común) hermana de Soren.
- Emily Barclay como Gylfie (Mochuelo Duende) amiga de Soren.
- David Wenham como Digger Cavador Mochuelo Excavador un búho que ama escarbar.
- Anthony LaPaglia como Twilight Crepúsculo (Cárabo lapón) un búho gigante.
- Helen Mirren como Nyra (Lechuza común), antagonista secundaria. Nyra es la reina de los Puros y esposa de Metalbeak.
- Sam Neill como Allomere (Cárabo lapón).
- Hugo Weaving como Noctus (Lechuza común) y Grimble (Lechuza boreal).
- Joel Edgerton como Metalbeak Pico de Metal (Lechuza tenebrosa), antagonista principal. Líder de los Puros.
- Geoffrey Rush como Ezylryb Lyze de Kiel (Autillo bigotudo) uno de los Guardianes y profesor de Soren.
- Miriam Margolyes como Mrs. Plithiver Sra. P (Leptotyphlopidae), una serpiente que es nodriza de Soren y sus hermanos.
- Murilo Benício como Boron (Búho nival).
- Débora Falabella como Barran (Búho nival).
- Abbie Cornish como Otulissa (Lechuza Campestre), pero ella es una Cárabo manchado en los libros.
- Leigh Whannell como Jatt (Búho chico).
- Angus Sampson como Jutt (Búho chico).
- Bill Hunter como Búbo (Búho cornudo).
- Demi Lovato como Strix Struma (Cárabo manchado).
- Essie Davis como Marella (Lechuza común).
- Barry Otto como (Equidna).

## Producción
Warner Bros. adquirió los derechos cinematográficos de la serie de libros Los Guardianes de Ga'Hoole por Kathryn Lasky en junio de 2004, pero movida a Paramount Pictures en 2006. El productor previsto para producir la serie como una película de animación generada por ordenador fue Donald De Line con Lasky escribiendo el guion adaptado. En abril de 2007, el proyecto estaba bajo Warner Bros y Village Roadshow Pictures con Zack Snyder encargado de dirigir y Zareh Nalbandian produciendo. Un nuevo guion fue escrito por John Orloff y John Collee.  La producción comenzó en Australia en febrero de 2009.  La película fue desarrollada por la compañía de efectos visuales digitales Animal Logic, tras su éxito con la película de 2006 Happy Feet. Cuentan con la canción de Owl City llamada "To the Sky" y un cortometraje CGI 3D del Terrytoons llamado Piel de Vuelo. Finalmente, Warner Bros recuperó los derechos de los libros, y la película se estrenó en 2010, bajo su distribución.

## Recepción

### De la crítica
La película recibió comentarios mixtos mayormente. Los efectos visuales 3D, las voces, y la acción fueron los aspectos más elogiados. Rotten Tomatoes informó que el 50% de 102 muestras de los críticos de cine dieron comentarios positivos y que tiene una valoración media de 5,6 sobre 10. Entre los críticos Top Rotten Tomatoes, que consiste en la crítica popular y notable de los principales periódicos, sitios web, televisión, y programas de radio, la película tiene un índice de aprobación general del 53% de los 15 críticos en la muestra. Metacritic, que asigna calificaciones normalizadas, calcula una puntuación media de 53, sobre la base de 21 críticas. En Internet Movie Database, la calificación es de 7.0 de 10.
Se informó de un consenso de los críticos de "La leyenda de los Guardianes sobre el tono oscuro y los deslumbrantes efectos visuales, concluyendo que son de admirar, aunque en última instancia, descendieron con una historia que nunca estuvo a la altura de su potencial."

### Taquilla
La leyenda de los Guardianes ganó en EE. UU. 4,5 millones dólares en la jornada inaugural incluyendo a Canadá, ocupando el tercer lugar en la taquilla. Ocupó el segundo lugar el sábado, ganando en EE. UU. $ 6 millones, y fue la número uno el domingo, ganando $ 4.6 millones. En términos generales, ganó en EE. UU. 16.112.211 dólares en su primer fin de semana, alcanzando el segundo lugar en la taquilla detrás de Wall Street 2: El dinero nunca duerme. Esto la hace la primera película de Zach Snyder en no alcanzar el número 1 en su primer fin de semana y en general un comienzo ligeramente decepcionante, solo gana una fracción de este año de animación de línea y más con Warner Bros. En su segundo fin de semana, la película quedó muy bien, deslizándose solo un 32% en EE. UU. con 10.887.543 dólares y celebra su segundo lugar, esta vez detrás de Red social. Su caída fue de 32,4% en su segundo fin de semana por Cómo entrenar a tu dragón'. Cayó después 33,7% de la bodega, lo más grande en un segundo fin de semana para una película de animación de ese año. En su tercer fin de semana, se le escapó un modesto 36% con un total de $ 6,8 millones, sumando un total de 39.200.000 dólares. El fin de semana del 22 de octubre, la película recaudó $ 4.2 millones, para un total de $ 45 millones a nivel nacional. Hasta ahora, la película ha hecho en EE.UU. 54.011.558 dólares incluyendo Canadá y 75.000.000 dólares en otros territorios por todo el mundo; dando un total de 129.011.558 dólares.

## Videojuego
Warner Bros. Interactive Entertainment publicó un videojuego basado en la película, además de incluir algunos elementos de los libros, para la PS3, Wii, Xbox 360, y las plataformas de Nintendo DS el 14 de septiembre de 2008. Fue desarrollado por Krome Studios para todas las versiones, menos la de Nintendo DS, desarrollado por Tántalus Media.

## Lanzamiento
La leyenda de los Guardianes fue lanzada en DVD el 3 de febrero de 2011 y en Blu-ray Disc el 10 de febrero de 2011.